# Carlos Martens Bilongo
Carlos Martens Bilongo (Villiers-le-Bel, 31 de diciembre de 1990) es un político francés miembro del partido Francia Insumisa. Docente de profesión y militante asociativo, fue elegido diputado a la Asamblea Nacional de Francia el 19 de junio de 2022 por la 8.º circunscripción de Valle del Oise, bajo los colores de la coalición NUPES.

## Primeros años
Nació el 31 de diciembre de 1990 en Villiers-le-Bel de padres de origen congoleño y angoleño. Es el hijo menor de seis hermanos.
Después de obtener un bachillerato profesional en el Lycée Gustave-Monod, se unió a Isifa plus value cfa Paris Sud, una escuela de negocios en París, donde obtuvo un BTS Technico-commercial en 2012, antes de abandonar, un año después, se recibió como Licenciado en Negociación de Marketing.
Después de un contrato de aprendizaje en Az Metal, trabajó sucesivamente como representante técnico de ventas y luego como gerente comercial, cargo que ocupó durante seis años. Desde 2019, enseña economía y derecho en el Lycée Alexandre-Dumas.
Entre otras actividades se desempeñó como entrenador deportivo y preparador físico, entrenando a la cantante Aya Nakamura como parte de su gira.

## Carrera

### Como activista
Está involucrado en el mundo asociativo. También es miembro del colectivo Triangle de Gonesse, una plataforma que agrupa a varias asociaciones comprometidas con la ecología. Entre sus principales actividades ha sido luchar por salvar tierras de cultivo de zonas fértiles al norte de París.

### Como político
Es miembro del partido Francia Insumisa. Bajo los colores de la coalición NUPES obtuvo el 37% de votos contra el 24% de su contrincante François Pupponi en la primera vuelta de las elecciones legislativas de 2022 por la 8.º circunscripción de Valle del Oise, obteniendo  el apoyo de los alcaldes de Sarcelles, Garges-lès-Gonesse y Villiers-le-Bel. En la segunda vuelta, fue elegido diputado con el 61,72% de los votos.
El 3 de noviembre de 2022, durante una sesión de preguntas al gobierno en la Asamblea Nacional donde el diputado Bilongo abordaba el tema de la distribución de los migrantes que navegan en el Ocean Viking, fue interrumpido por el diputado del partido Agrupación Nacional, Grégoire de Fournas quien lanzó la consigna: "que vuelva a África", según la versión retenida por los ujieres y disponible en el acta de la sesión. Estas declaraciones provocaron indignación en el recinto y se realizó una suspensión temporal de la sesión por parte de la presidente de la asamblea, Yaël Braun-Pivet.